# Csóka József (lelkész)
Csóka József (1770 – Ekecs, 1826. június 23.) református lelkész.

## Élete
Ekecsen volt református lelkész 1798. március 28-ától egészen haláláig. Hetényi János és Domján Sámuel lelkészek tartottak fölötte gyászbeszédet. Egyetlen munkája kéziratban maradt:
A megcsalatott szerelmi gyötrésnek áldozatjává lett Adolf levelei. Németből találós szaporítással által szereztetett. 4-rét 100 l. fol. Ismertette Erdélyi Pál az Egyetemes Philologiai Közlönyben (1889) a fordító életrajzával.